# Castell de Sant Jordi d'Alfama
El Castell de Sant Jordi d'Alfama és una fortalesa de defensa construïda a la primera meitat del segle xviii a un dels caps de costa del golf de Sant Jordi al municipi de l'Ametlla de Mar (Baix Ebre).

## Història
Situat a la vora d'una antiga via romana, la primera notícia documental que tenim sobre el lloc data del segle xiii (1201), quan Pere I i Ramon de Montcada cedeixen el lloc d'Alfama a Joan d'Almenara, Martí de Vidal (sots-diaca) i als seus germans i successors en l'Orde de Sant Jordi d'Alfama. La condició era que aquells hi aixequessin un convent i un hospital, en honor de Déu i sant Jordi, depenent de l'església de Tortosa. Aquest grup de religiosos s'organitzà en orde militar, la de Sant Jordi d'Alfama, reconeguda pel papa el 1373. El sentit de l'establiment estava en relació amb l'interès per repoblar l'extensa zona desèrtica que separava Tortosa de la resta de Catalunya i per protegir la costa dels atacs marítims de la pirateria. En funció d'això es van concedir per part dels monarques diversos privilegis, però els intents d'atreure nous pobladors van resultar inútils.
L'antic castell de Sant Jordi d'Alfama, segons un inventari del 1576, tenia un cos quadrat d'uns 20 m de costat aproximadament; les seves parets exteriors feien uns 56 pams i encara en sobresortia una torre, a manera de talaia. En un costat del claustre, a l'interior, hi havia el dormitori i a l'altre l'església; la descripció també menciona les altres estances del convent, el capítol, el refetor, etc. El segle xiv sembla que va ser l'època de major prosperitat de l'orde. Cap al 1400 l'orde de Sant Jordi es va incorporar al de Santa Maria de Montesa, el qual a les darreries del mateix segle va abandonar la fortalesa, que romangué sota la jurisdicció de Tortosa. El lloc restà reduït a priorat. Tanmateix, el 1575 i després d'un plet, l'orde de Montesa recuperà el control del castell d'Alfama i un any més tard era restaurat el priorat. El 1650, amb la Guerra dels Segadors, per evitar que s'hi fortifiquessin francesos i catalans, el lloc va ser bombardejat i va quedar reduït a runes.
La reorganització de les defenses costaneres, en els darrers temps del segle xvii i l'inici del xviii, va suposar la reedificació del conjunt, segons l'anomenat mètode Vauban. Els carreus de l'antiga fortalesa que no es van esberlar van ser aprofitats per a construir l'actual fortalesa, però en un altre emplaçament, una mica més a l'interior. Aquest nou fortí marítim va ser edificat entre 1732 i 1733 amb l'objectiu de vigilar rutes marítimes, durant el regnat de Felip V de Castella. Gran part de les restes actuals corresponen a aquesta segona etapa constructiva. L'any 1985 es va realitzar una campanya de restauració i conservació, subvencionada pel Departament de Cultura de la Generalitat de Catalunya, consolidant-ne alguns punts i netejant-ne l'interior.

## Descripció

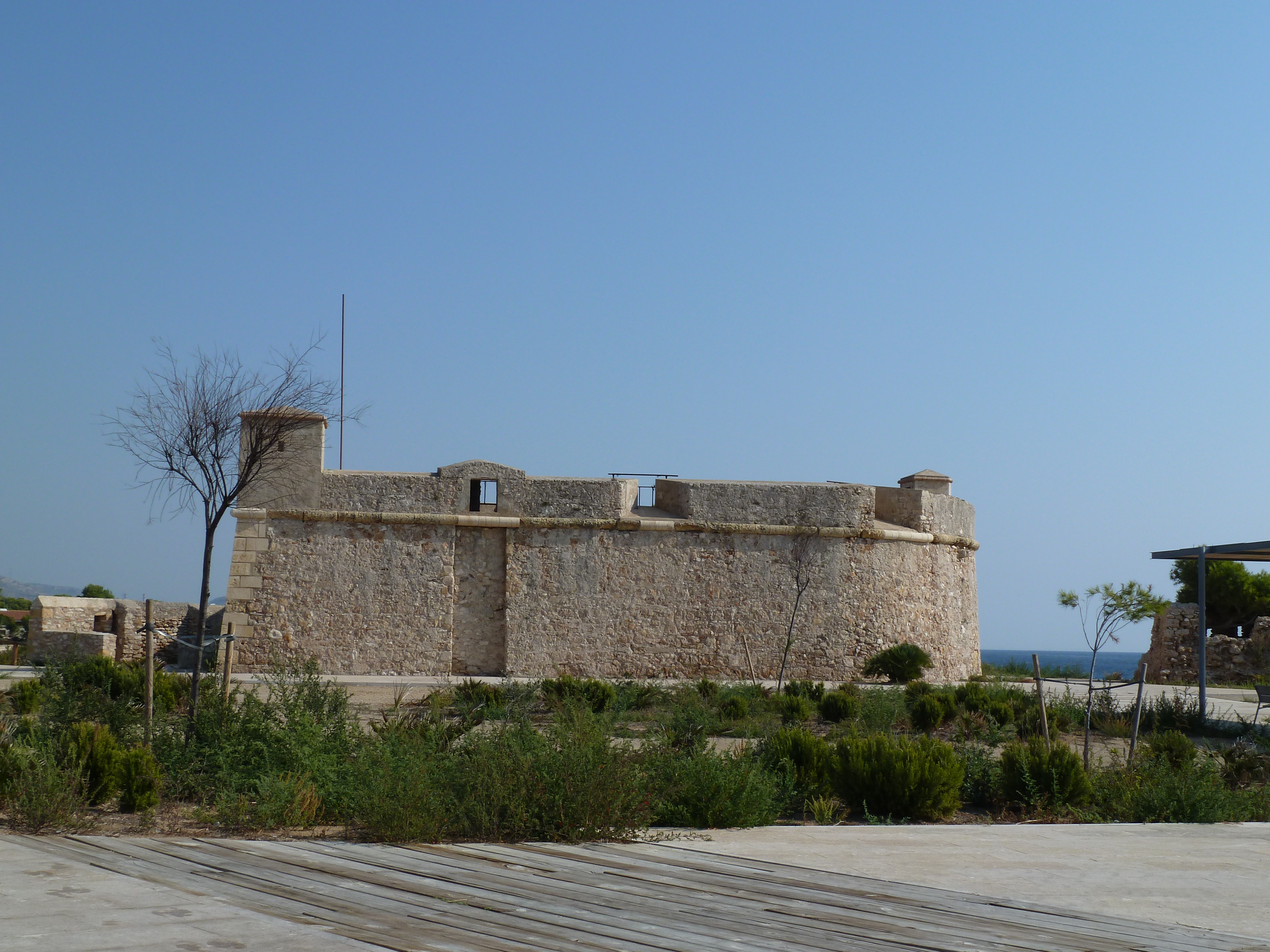
Vista de la Torre fortalesa de Sant Jordi.

Conjunt situat entre el coll de Balaguer i la desembocadura de l'Ebre que constitueix un indret de pas forçós, tant per a la via terrestre com per a la via marítima. És format per les restes d'un castell d'origen medieval i d'una fortalesa d'època moderna. L'estat de conservació del castell és de ruïna, donat que en algunes zones tan sols resten fragments de la part baixa dels murs i en d'altres tan sols les empremtes, que defineixen la forma de la planta i denoten la poca consistència de la fàbrica, feta de mamposteria. El mal estat d'aquest conjunt més antic es deu tant a la destrucció soferta com al fet que se n'aprofitaren les pedres per a construir el fortí del segle xviii que hi ha al costat. Les restes del castell dibuixen una planta de forma trapezoïdal adaptada al terreny. S'han conservat trams de muralla en els costats sud, oest, i nord. Es pot veure una part del mur corresponent a l'angle sud-oest construït amb grans blocs de pedra ben escairats que arrenquen pràcticament des del nivell del mar i que s'adossen a la roca en part conservada. A la construcció medieval corresponen probablement una malmesa torre i restes de naus interiors en els nivells inferiors. Coneixem, però, l'estructura del conjunt gràcies a una descripció de 1576. Era un cos fortificat de planta quadrada, centrat per un pati al voltant del qual es distribuïen el dormitori, l'església i altres dependències típiques d'un convent en un total de vuit sales. Se cita també una torre a manera de talaia.
La fortalesa que hi ha al costat correspon a una construcció dels segles XVII-XVIII tot seguint el sistema de fortificació del francès Vauban, amb un pati poligonal inferior voltat d'una rastellera de torres, baluards i revellins. Es van aixecar dos gruixuts murs paral·lels, units frontalment per un altre en forma d'arc escarser, que protegien tota una sèrie de torres i estances interiors organitzades al voltant del pati central. En el quart dels murs se situava l'entrada, protegida per dues línies de mur avançades.
Al costat del castell hi ha les ruïnes de la Torre de Sant Jordi d'Alfama, de telegrafia òptica, i que probablement havia estat la torre de guaita de Salim.